# アルバトロス (水雷艇)
アルバトロス (Albatros) はドイツ海軍の水雷艇。1923型。

## 艦歴
1925年10月5日起工。1926年7月15日進水。1927年5月15日竣工。
スペイン内戦中の1937年5月31日、装甲艦ドイッチュラントに対する爆撃の報復として装甲艦アドミラル・シェーア、水雷艇ゼーアドラーと共にスペインのアルメニアを砲撃した。
第二次世界大戦開戦後北海での機雷敷設などに従事。
1940年4月ヴェーゼル演習作戦にオスロ攻略部隊として参加。4月8日に重巡洋艦ブリュッヒャー、リュッツォウ、軽巡洋艦エムデン、水雷艇コンドル、メーヴェと共にキールから出撃した。各艦には上陸部隊が乗っており、アルバトロスも約100名を乗艦させていた。カテガット海峡を北上中にリュッツォウがイギリス潜水艦トライトンから雷撃を受けた。10本の魚雷は発射されたがすべてはずれ、アルバトロスがトライトンを探索したが発見できなかった。4月8日深夜にドイツ艦隊はオスロフィヨルド入り口に達した。そこではノルウェーの哨戒艇ポルIII (Pol III) が哨戒していた。アルバトロスがポルIIIに接近し停船と通信の停止を求めたが、ポルIIIの艦長Welding-Olsen少佐はそれを拒否し逆にアルバトロスに対し降伏かノルウェー領海からの即時退去を要求したため、アルバトロスは砲撃でポルIIIを撃破した。ポルIII乗員の収容後、アルバトロスはフィヨルド内に入りホルテンの攻略に向かった。ホルテンではRボートR17とR21が兵士を上陸させたが、R17はノルウェーの機雷敷設艦オーラヴ・トリュグヴァソンからの砲撃で爆発炎上した。アルバトロスもオーラヴ・トリュグヴァソンと交戦し、被弾した。アルバトロスはホルテンを離れ、オスロへ向かう途中でブリュッヒャーが撃沈され反転したリュッツォウなどと合流した。それからアルバトロスはSonに兵員を上陸させたり、Teieの潜水艦基地の制圧に向かったりした。
4月10日、アルバトロスはボレルネ島付近で座礁、火災が発生し全損となった。